# Cessna Citation X
Cessna Citation X je srednje veliko dvomotorno reaktivno poslovno letalo z dolgim dosegom. Poganjata ga dva turboventilatorska motorja Rolls-Royce/Allison AE 3007. Citation X spada v družino letal Citation, vendar ima drugačna krila, avioniko in motorje. Letalo sestavljajo v tovarni Wichita, Kansas, ZDA. Po trditvah proizvajlca naj bi bil najhitrejše civilno letalo. Razvijajo tudi nov New Citation X z izboljšavami v motorjih in avioniki.
Cessna je hotela z novim letalom izboljšati ugled družine letal Citation. Prejšnja letala so bila sicer zanesljiva, vendar počasnejša od Learjetov. Razvoj Citation X so prvič oznanili na NBAA konvenciji oktobra 1990. Prvi let je bil 21. decembra 1993. Imeli so nekaj težav z motorjem, kot npr. izguba plamena pri velikih vpadnih kotih in nezadostna odpornost na udarce s ptiči. Zato se letalo certificirali šele 3. junija 1996.
Prvega Citation X so dobvaili julija 1996 Arnoldu Plamerju. Ta pilot je dosegel hitrostni rekord na 5000 kilometrov (876 km/h). Citationi X, dobavljeni po letu 2002 imajo 5% večji potisk in povečano vzletno težo.

### Nov Citation X
Leta 2010 je Cessna začela z modernizacijo, novo letalo ima motorje AE3007C2 z novimi ventilatorji in nov Garmin G5000 avioniko  s tremi 14 inčnimi zasloni in HUD prikazovalnikom. Wingleti, ki so prej bili opcija so zdaj standard. Letalo so podaljšali za 38 cm za večji komfort. Zaradi 1,4 % manjše porabe goriva se je tovor povečal za 97 kg. Cessna trdi, da ima večjo hitrost 470 vozlov (prej 460) in 352 km večji dolet. Prvi let so izvedli 17. januarja 2012.

## Tehnične specifikacije(Citation X)
Podatki iz 
Splošne karakteristike
- Posadka: 2
- Število sedežev: 12 potnikov
- Dolžina: 72 ft 4 in (22,05 m)
- Razpon kril: 63 ft 7 in (19,38 m)
- Višina: 19 ft 2 in (5,84 m)
- Površina kril: 527,0 ft² (48,96 m²)
- Vitkost: 7,8:1
- Teža praznega letala: 21 600 lb (9 798 kg)
- Maks. vzletna teža: 35 700 lb ali 36 100 lb[5] (16 374 kg)
- Pogon letala: 2 × Rolls-Royce/Allison AE 3007C ali 3007C1 turbofan, 6 442 lbs ali 6 764 lbs (28,66 kN ali 30,09 kN) vsak

 Zmogljivost 
- Maks. hitrost: Mach 0,935 (MMO)
- Potovalna hitrost: 527 KTAS (604 mph, 972 km/h) na 35 000 ft (10 700 m)
- Doseg: 3 216 nmi (3 700 mi, 5 956 km)
- Višina leta: 51 000 ft (15 545 m)
- Hitrost vzpenjanja: 3 650 ft/min (18,6 m/s)
- Vzletna razdalja: 5 140 ft (1 567 m)
- Pristajalna razdalja: 3 400 ft (1 036 m)
- Kapaciteta goriva: 1 926 Ameriških gallon, 7 291 L